# Раймунд II де Руерг
Раймунд II де Руерг (*Raymond II de Rouergue, бл. 904/905 — між 961 та 965) — герцог Аквітанії у 936—955 роках, граф Руерг у 937—961/965 роках.

## Життєпис
Походив з династії Руерг (Раймундідів). Син Ерменгола, графа Руерг, та Аделаїди. Народився близько 904 року. Про молоді роки нічого невідомо. У 936 році після смерті двоюрідного брата Раймунда Понса, графа Тулузи та герцога Аквітанії, стає новим володарем Аквітанії. Втім змушений деякий час протидіяти Вільгельму, синові Ебля Аквітанського. У 937 році після смерті батька стає новим графом Руерг. Тоді ж одружився з грфинею Арлю Бертою, донькою маркграфа Тоскани.
В подальшому зміг повністю опанувати Аквітанією, спираючись на союз з королями Франції. Зумів стати новим маркізом Готії (Септиманії). На деякий час встановив зверхність над герцогством Гасконі, віконтствами Альбі та Нім. Також приєднав віконтство Лімузен та встановив зверхність над графством Оверні.
Втім у 940-х роках почалося нове повстання Вільгельма з роду Рамнульфідів. Протистояння з ним тривало до 955 року, коли сюди вдерлися королівські війська на чолі з Гуго Великим, графом Парижу, який став новим герцогом Аквітанії. Зумів зберегти владу над Руергом, Альбі, Німом, Кверсі, Лімузеном.
Спроби Раймунда II відновити владу над Аквітанією, втім без успіху. Проте не облишив спроб до самої смерті, що сталася між 961 та 965 роками. Здійснив паломництво до Сантьяго-де-Компостела в Галісії, на зворотньому шляху був вбитий мусульманським загоном.

## Родина
Дружина — Берта, донька Бозона, маркграфа Тоскани.
Діти:
- Раймунд (д/н—1010)
- Ерменгарда, дружина Бурреля, графа Паллара
- Аделаїда, дружина Рожера, графа Фуа та Каркассон